# Tipula (Eumicrotipula) subjubilans
Tipula (Eumicrotipula) subjubilans is een tweevleugelige uit de familie langpootmuggen (Tipulidae). De soort komt voor in het Neotropisch gebied.